# Acolasis columbina
Acolasis columbina är en fjärilsart som beskrevs av Walker 1865. Acolasis columbina ingår i släktet Acolasis och familjen nattflyn. Inga underarter finns listade i Catalogue of Life.